# Treasure EP.Fin: All to Action
Treasure EP.Fin: All to Action — первый студийный альбом южнокорейского бой-бенда Ateez. Был выпущен 6 октября 2019 года лейблом KQ Entertainment с ведущим синглом «Wonderland». Это заключительная часть серии Treasure. Альбом дебютировал в чарте альбомов Gaon.

## Предпосылки и релиз
Альбом был спродюсирован Eden, который спродюсировал большую часть материала группы. Он также был соавтором большинства треков с Бадди, Лизом и Оллундером, последние два из которых внесли свой вклад в мини-альбом Treasure EP.3: One to All. Участники группы и рэперы Хонджун и Минки совместно написали «Wonderland», «Sunrise». Песня «Thank U» была также написана о чувствах благодарности, которые участники группы чувствуют друг к другу.

## Трек-лист
| №                   | Название                                   | Длительность |
| ------------------- | ------------------------------------------ | ------------ |
| 1.                  | «End of the Beginning»                     | 0:29         |
| 2.                  | «Wonderland»                               | 3:19         |
| 3.                  | «Dazzling Light»                           | 3:09         |
| 4.                  | «Mist» (안개; Angae)                       | 3:19         |
| 5.                  | «Precious (Overture)»                      | 1:42         |
| 6.                  | «Win»                                      | 3:22         |
| 7.                  | «If Without You»                           | 3:20         |
| 8.                  | «Thank U» (친구; Chingu)                   | 3:21         |
| 9.                  | «Sunrise»                                  | 3:18         |
| 10.                 | «With U» (걸어가고 있어; Geoleogago isseo) | 3:34         |
| 11.                 | «Beginning of the End»                     | 1:52         |
| Общая длительность: | Общая длительность:                        | 30:45        |

## Чарты
| Чарты (2019)                       | Высшая позиция |
| ---------------------------------- | -------------- |
| Австралия (ARIA)                   | 32             |
| Франция (SNEP)                     | 53             |
| Польша (ZPAV)                      | 20             |
| Республика Корея (Gaon)            | 1              |
| США (Billboard Heatseekers Albums) | 10             |
| США (Billboard World Albums)       | 7              |

## Победы
| Журнал   | Лист                        | Ранг | Ссылка |
| -------- | --------------------------- | ---- | ------ |
| PopCrush | Лучший поп альбом 2019 года | н/д  | [ 11 ] |